# 张王信仰
张王信仰，是南宋和明朝盛极一时的民间信仰。起源于江南东路的广德军（今安徽廣德），奉祀水神祠山王張渤，祖庙在军治西五里的横山。宋朝時期被加封为最高的八字王（或八字真君），信众称为张大帝。宋人周秉秀的《祠山事要指掌集》保存了大量官方文告、碑记、灵应故事，反映了宋代张王信仰真实情况。

## 跳五猖
安徽郎溪县梅渚镇有跳五猖（又称五猖会、跳菩萨）的习俗。这一仪式是胥河两岸古代村民对张渤开凿长兴荆溪河，引流至广德的功绩崇敬与缅怀而设。据明人田艺蘅《留青日札》云：“即五通神也。或谓明太祖定天下，封功臣，梦阵亡兵卒千万请恤。太祖许以五人为伍，处处血食。命江南家立尺五小庙，俗称为五圣堂。然则五圣与五通不同矣。”此乃五猖神来由之一。南宋至民国祭祀张渤渐盛。乾隆十七年（1752年）所纂《建平存稿》已见录。2014年11月，安徽定埠跳五猖经国务院批准列入第四批重量非物质文化遗产代表性项目名录。

## 埋葬會
相傳張王曾經化身為豨龍（龍首的豬）治水，故祭祀者多半不以豬肉祭拜，而皆以牛肉祭之，廣德人稱之為埋藏。後各官員以牛隻為天子祭祀使用之犧牲，加上農民耕作皆仰賴牛隻，因而明令禁止，遂改以其他犧牲替代。與雷州布鼓、登州海市、河源地丘神債等並稱“中國天下四異”，又與雷州換鼓、登州海市、錢塘江潮等並稱“中國天下四絕”。

## 延伸阅读
- 宋，张津等：《乾道四明图经》卷10
- 高訚《烈港新建张王行庙记》，《宋元方志丛刊》
- 宋，周秉秀：祠山事要指掌集
- 皮庆生：《宋代民众祠神信仰研究》 (上海古籍出版社)，《复旦文史丛刊》
- 茆耕茹：《张渤信仰仪式的跳五猖》（中华书局）